# Philippe Boutry
 (décembre 2012).
Si vous disposez d'ouvrages ou d'articles de référence ou si vous connaissez des sites web de qualité traitant du thème abordé ici, merci de compléter l'article en donnant les références utiles à sa vérifiabilité et en les liant à la section « Notes et références ».
Pour les articles homonymes, voir Boutry.
Philippe Boutry, né le 15 décembre 1954 à Villefranche-sur-Saône, est un historien et universitaire français, spécialiste des questions religieuses au XIXe siècle.

## Biographie
Ancien élève de l'École normale supérieure (1974 L), il soutient en 1983 une thèse d'histoire consacrée à l'étude de la vie religieuse dans l'Ain au XIXe siècle (région et période marquées par la personnalité du curé d’Ars), dirigée par Maurice Agulhon à l'École des hautes études en sciences sociales,.
Il est membre puis directeur d’études à l’École française de Rome (1988-1994), directeur du Centre d’anthropologie religieuse européenne (CARE, en tandem avec Dominique Julia) de 1994 à 2005, professeur en histoire contemporaine à l’université Paris XII Val-de-Marne à Créteil de 1994 à 2005, puis à l'université Panthéon-Sorbonne à partir de 2005. Il est directeur de l'UFR d'histoire de 2008 à 2012 et président de l'université de 2012 à 2016. Il est nommé en 2016 membre senior de l'Institut universitaire de France pour 5 ans.
Il enseigne également à l'Institut d'études politiques de Paris, membre du Centre d'histoire du XIXe siècle (Paris 1- Paris 4).
Ses domaines d’études et de recherches touchent à l’anthropologie du christianisme, Rome et la papauté (XVIIIe et XIXe siècles), à l’histoire religieuse de la France contemporaine, à la Révolution française du point de vue de la culture et des sociabilités politiques, et à la culture et à la politique en France au XIXe siècle,.

## Publications
- Martin l'Archange, Paris, Gallimard, 1985  (ISBN 2-07-070465-3) (BNF 36618329)
- Prêtres et paroisses au pays du curé d'Ars, Paris, Éditions du Cerf, 1986.  (ISBN 2-204-02440-6) (BNF 34865545)

prix Thérouanne de l'Académie française en 1986
- « Un signe dans le ciel » : les apparitions de la Vierge, Paris, Grasset, 1997  (ISBN 2-246-52051-7) (BNF 36167899)
- Pèlerins et pèlerinages dans l'Europe moderne : actes de la table ronde de Rome (juin 1993), Rome, École française de Rome, 2000  (ISBN 2-7283-0666-4) (BNF 38988728)
- Souverain et pontife. Recherches prosopographiques sur la curie romaine à l'âge de la Restauration (1814-1846), Rome, École française de Rome, 2002  (ISBN 2-7283-0666-4) (BNF 38988728)
- avec Christophe Charle et Marie-Caroline Luce, L'Université Paris 1 Panthéon-Sorbonne. Cinquante ans entre utopie et réalités (1971-2021), éditions de la Sorbonne, Paris, 2021.

## Distinctions

### Décoration
- Chevalier de la Légion d'honneur en 2014[8]

### Récompense
- 1986 : médaille d'argent du prix Thérouanne[9]